# Net-egelvis
Chilomycterus antillarum is een straalvinnige vissensoort uit de familie van egelvissen (Diodontidae). De wetenschappelijke naam van de soort is voor het eerst geldig gepubliceerd in 1897 door Jordan & Rutter.